# Villemoirieu
Villemoirieu ist eine französische Gemeinde mit 1.890 Einwohnern (Stand: 1. Januar 2022) im Département Isère in der Region Auvergne-Rhône-Alpes. Sie gehört zum Arrondissement La Tour-du-Pin und zum Kanton Charvieu-Chavagneux. Die Einwohner werden Villemorantines genannt.

## Geographie
Villemoirieu liegt etwa 25 Kilometer ostsüdöstlich von Lyon. Umgeben wird Villemoirieu von den Nachbargemeinden Saint-Romain-de-Jalionas und Crémieu im Norden, Dizimieu im Nordosten und Osten, Moras, Veyssilieu und Chozeau im Süden, Chamagnieu im Südwesten und Westen sowie Tignieu-Jameyzieu im Westen und Nordwesten.

## Bevölkerungsentwicklung
| Jahr                       | 1962 | 1968 | 1975 | 1982 | 1990 | 1999 | 2006 | 2012 | 2021 |
| Einwohner                  | 400  | 409  | 511  | 1218 | 1305 | 1392 | 1719 | 1834 | 1856 |
| Quellen: Cassini und INSEE |      |      |      |      |      |      |      |      |      |

## Sehenswürdigkeiten
- Kirche Saint-Maurice
- Kapelle Saint-Maurice
- Kommandantur des Tempelritterordens (gen. Schloss Montiracle) aus dem 13. Jahrhundert, im 19. Jahrhundert restauriert, Monument historique
- Schloss Bienassis, Ende des 14. Jahrhunderts erbaut
- Schloss Maillin

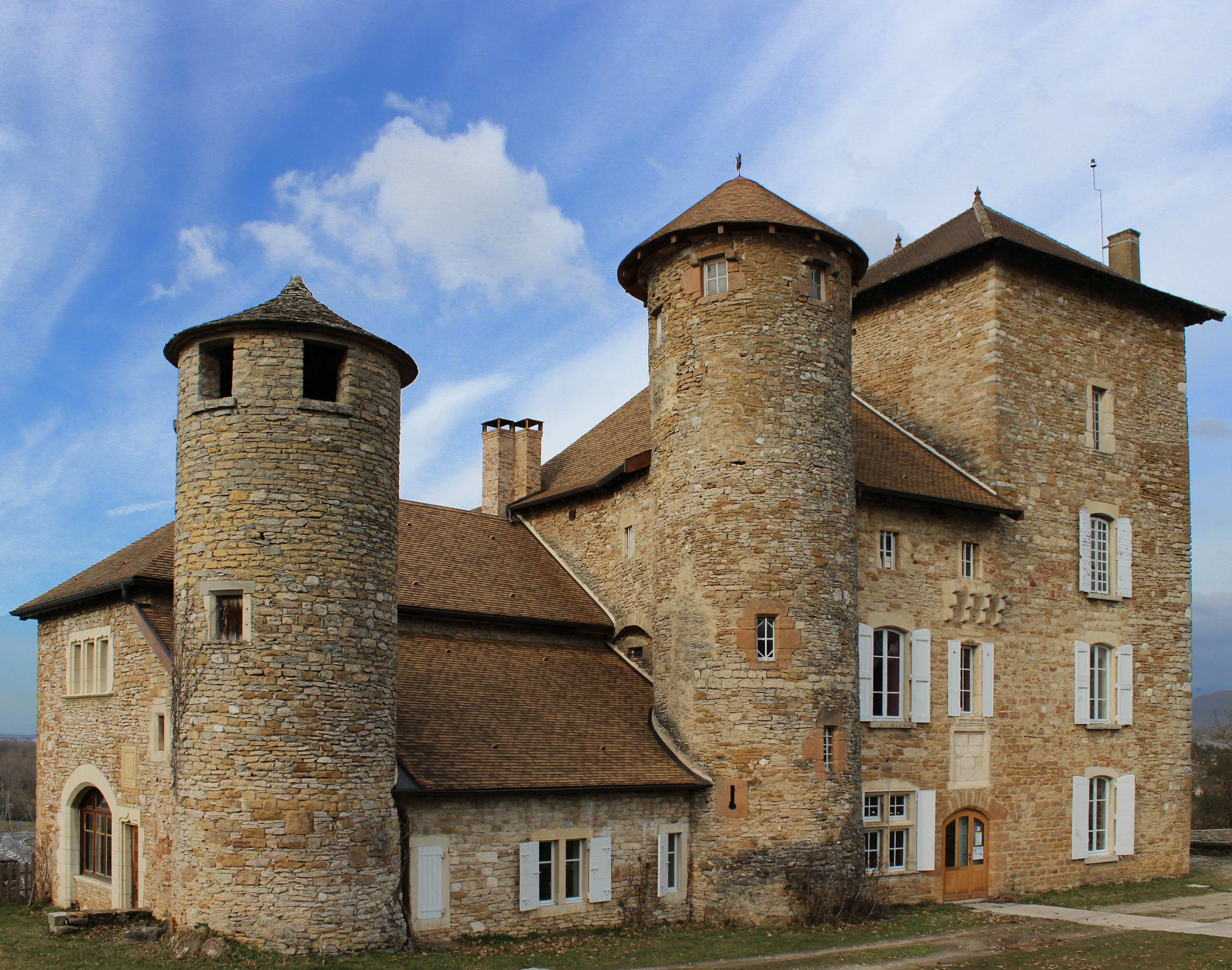
Kommanderie des Tempelritterordens
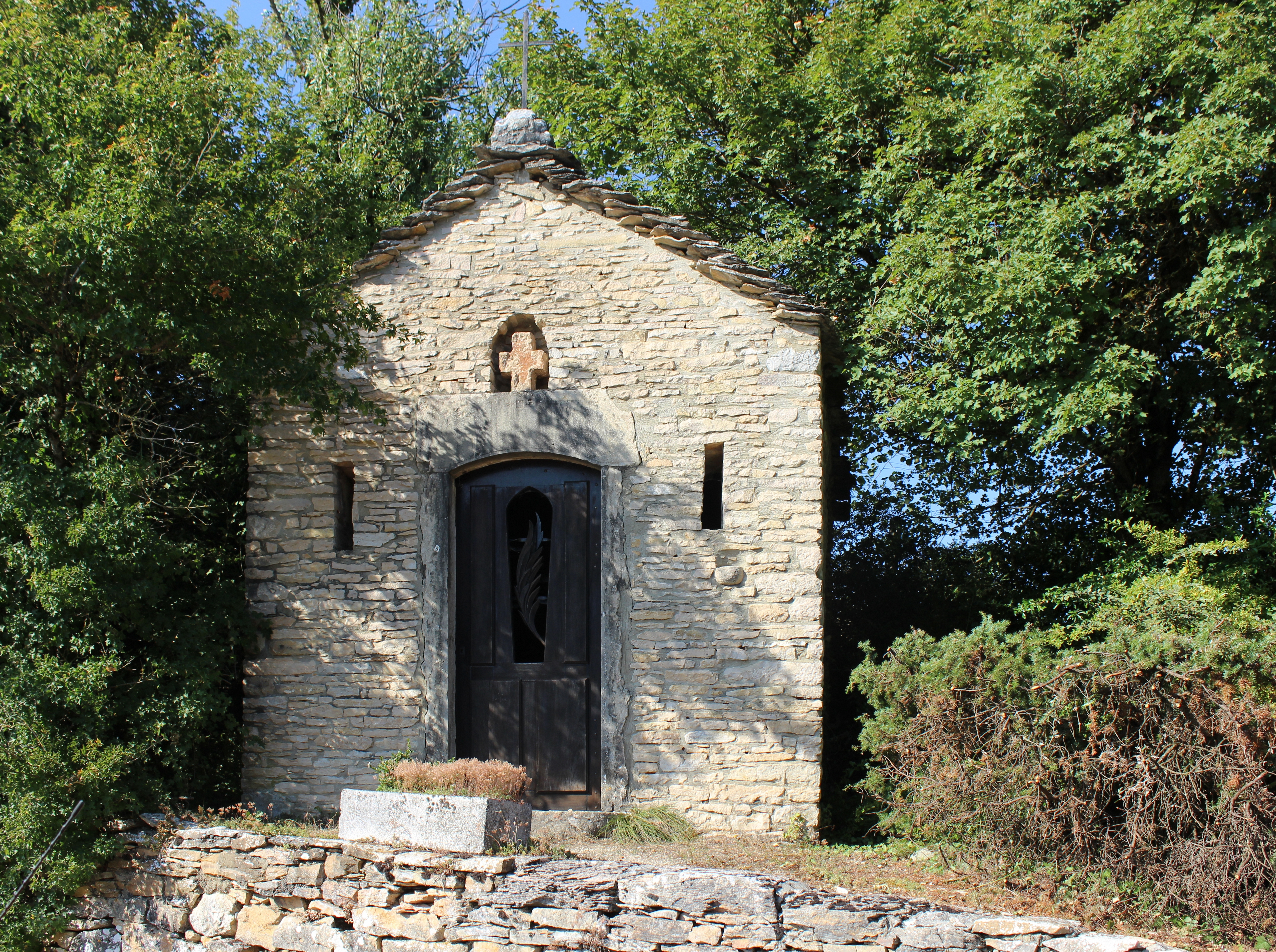
Kapelle Saint-Maurice